# Adesmia elata
Adesmia elata är en ärtväxtart som beskrevs av Dominique Clos. Adesmia elata ingår i släktet Adesmia och familjen ärtväxter. Inga underarter finns listade i Catalogue of Life.